# Râul Valea Porcarului
Râul Valea Porcarului este un curs de apă, afluent al Râului Mic. 